# Cynoscion nebulosus
Cynoscion nebulosus ist ein an der amerikanischen Ostküste und im Golf von Mexiko häufig anzutreffender, küstennaher Fisch aus der Familie der Umberfische. Die Art wird insbesondere von Sportanglern befischt, wird aber auch gewerblich gefangen. Handelsbezeichnung der Art ist Gefleckter Umberfisch. Im englischen wird die Art unter anderem „Spotted weakfish“ genannt. Der weitere englische Name „Spotted seatrout“ oder „Speckled seatrout“ ist irreführend, da es sich nicht um einen Lachsfisch handelt, sondern um eine Art der Gattung Cynoscion (englisch Weakfish) in der Familie der Umberfische.

## Beschreibung
Cynoscion nebulosus erreicht gewöhnlich eine Gesamtlänge (TL) von 36 cm, maximal wird eine Gesamtlänge von 100 cm und ein Körpergewicht von 7,9 kg angegeben. Der Körper ist gestreckt spindelförmig, das Maul groß mit schräg vorstehendem Unterkiefer. Vorne am Oberkiefer befindet sich ein Paar große, den Eckzähnen von Hunden ähnliche Reißzähne, die innere Zahnreihe des Unterkiefers ist vergrößert und mit gleichmäßig großen, eng beisammen liegenden Zähnen besetzt. Seitlich an der Schnauze befinden sich 2 Poren, am Kinn weder Barteln noch Poren. Die Rückenflosse ist durch eine tiefe Kerbe zweigeteilt, die vordere Rückenflosse hat 12 Stachelstrahlen und ist beschuppt, die hintere, unbeschuppte hat 25 bis 28 Weichstrahlen (Afterflosse II\10–11). Die Brustflossen sind kürzer als die Bauchflossen, die Schwanzflosse schließt gerade ab oder ist gekerbt. Der Körper ist mit Ausnahme der 2. Rückenflosse und der Afterflosse von großen Kammschuppen (Ctenoidschuppe) bedeckt, entlang der bis in die Schwanzflosse reichenden Seitenlinie liegen 66 oder mehr Schuppen. Auf dem unteren unterem Schenkel (Ast) des Kiemenbogens sitzen 7 bis 9 Kiemenreusendornen die im Vergleich zu anderen Cynoscion-Arten relativ kurz und dick sind. Wie alle Arten der Gattung hat Cynoscion nebulosus zwei fast gerade, hornähnliche Fortsätze an der Schwimmblase.
Cynoscion nebulosus ist von silbriger Farbe, zum Rücken hin dunkelgrau mit bläulichem Glanz und auf der oberen Körperhälfte mit zahlreichen, unregelmäßig verstreuten, rundlichen schwarzen Flecken, die sich bis auf Rücken- und Schwanzflosse erstrecken. Der von Stachelstrahlen gestützte Teil der Rückenflosse ist dunkel, die andere Flossen blass bis gelblich.

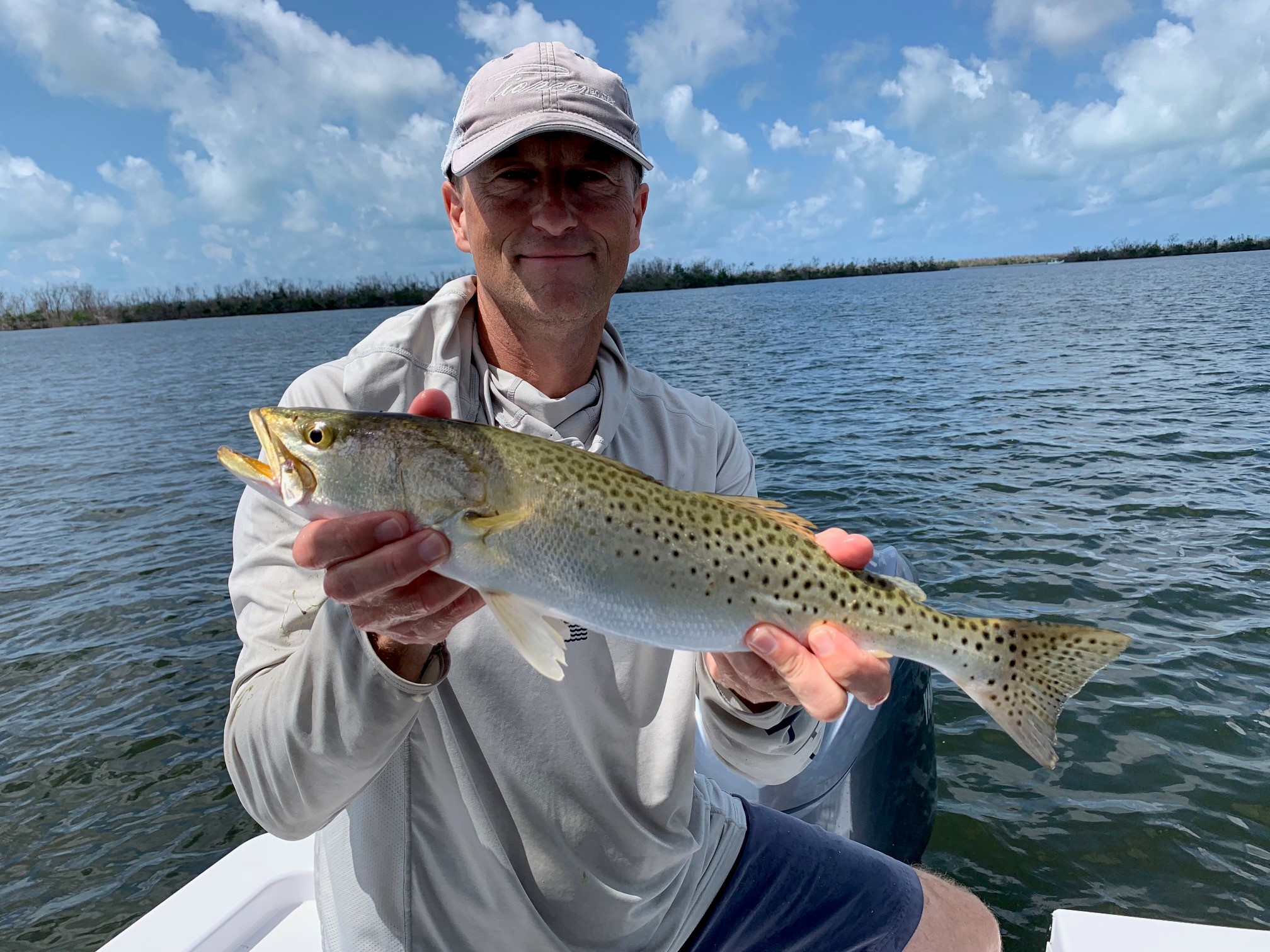

## Verbreitung
Cynoscion nebulosus lebt im Westatlantik. Das Verbreitungsgebiet erstreckt sich von den US-amerikanischen Küstengewässern von Massachusetts bis zur Campeche Bay in den Gewässern der mexikanischen Yucatán (Halbinsel) und möglicherweise bis in die mexikanische Karibik (mit Ausnahme Kubas). Am häufigsten ist die Art im nördlichen Golf von Mexiko von Florida bis Texas. 2013 wurde über den Fang eines Exemplars über sandigem Grund nahe der Mündung des Guadalquivir im südlichen Spanien berichtet. Allerdings zeigte es sich, dass es sich dabei um die ähnliche Art Cynoscion regalis handelte.

## Lebensraum und Lebensweise
Die Art ist tolerant in Bezug auf den Salzgehalt (euryhalin, Salzgehalt 2–75 ppt) und bewohnt Flussmündungen und flache Meeresgewässer an der Küste über Sandböden. Ebenfalls kommt sie in Salzwiesen und in Gezeitentümpeln mit hohem Salzgehalt vor. Ihr Lebensraum hängt oft mit Seegraswiesen, natürlichen Austernbänken und Strukturen wie Abhänge, Küstenbauwerke, Baumstümpfe und Pfähle sowie Wracks zusammen. Fische mit einer Gesamtlänge von mehr als 40 cm sollen Berichten nach auch eine hohe Affinität zu strukturierten Rifflebensräumen zeigen. Ihr ganzes Leben verbringen sie in der Nähe ihrer Laichplätze (Ästuarien), nur selten ist ihr Aufenthaltsgebiet länger als 50 km. In Bezug auf ihre Nahrung sind sie Opportunisten, die sich von Krebstieren und Fischen je nach Jahreszeit und Habitat ernähren.
Cynoscion nebulosus erreicht die Geschlechtsreife bereits bei relativ geringer Größe und in jungem Alter von etwa 1 bis 4 Jahren. Die Größe beim Eintreten der Geschlechtsreife, die Länge der Laichzeit und die Laichhäufigkeit variiert je nach geografischer Region, als Grund werden Breitengrad abhängige Temperaturunterschiede angenommen. Gelaicht wird von März und Oktober etwa alle 3 bis 5 Tage, während dessen scheinen ausschließlich die Männchen Laute zu erzeugen. Die abgegebenen Eier sind pelagisch und schweben in der Wassersäule, neigen allerdings bei einem Salzgehalt von weniger als 25 ppt dazu abzusinken. Sie sind rund und in der Regel mit einem einzigen Öltröpfchen. Die Larven schlüpfen nach etwa 18 Stunden und sind unter Laborbedingungen 1,3–1,6 mm lang. Im Alter von 6 bis 8 Wochen sind 2,5 bis 5,0 cm lang und beginnen mit Tieren ähnlicher Größe Schwärme bilden. Das Schwarmverhalten bleibt bis etwa zum 6. bis 7. Lebensjahr ausgeprägt, danach bleiben Männchen und Weibchen die meiste Zeit einzelgängerisch.

## Populationsmanagement
Cynoscion nebulosus ist eine der am intensivsten bewirtschafteten Fischarten im US-amerikanischen Golf von Mexiko. Sowohl die Kommerzielle, als auch die Sportfischerei wird dabei fast ausschließlich auf Bundesstaatebene geregelt. Maßnahmen sind unter anderem Reduzierung oder Einstellung kommerzieller Fischei, Anpassung der Fanggröße und Menge für Sportfischer, Schonzeiten sowie Aufstockung durch Besatzfische. So werden zum Beispiel durch das Texas Parks and Wildlife Department seit 1991 intensive Anstrengungen zur Verbesserung des Bestandes unternommen und durchschnittlich etwa 3 Millionen Jungfischen in Buchten und Flussmündungen ausgesetzt. Unter anderem in Südwestflorida wurde sowohl ein Minimalmaß als auch ein Maximalmaß eingeführt und in Louisiana wurden die Fanggrößen nach unten korrigiert, um den Bestand, der fast ausschließlich aus kleineren, jüngeren Fischen besteht, zu Gunsten größerer, weiblicher Fische zu verschieben.
In Mexiko gibt es keine offiziellen Maßnahmen zur Bewirtschaftung der Art. Empfehlungen gibt es zur Gesamtfangmenge (5.055 t) und dass die Fangmengen den Durchschnitt der einzelnen Bundesstaaten nicht überschreitet. Außerdem wird empfohlen, den Fischereiaufwand nicht zu erhöhen und regulatorische Maßnahmen zu ergreifen, Fangdaten artspezifisch aufzuzeichnen, die Größe der Kiemennetze und die Mindestmaschenweite zu beschränken und eine Mindestgröße festzulegen. Darüber hinaus wird empfohlen einen Fischereimanagementplans für den nordwestlichen Golf von Mexiko zu entwickeln.
Nach der IUCN zeigen jüngste Bewertungen des Bestandes in US-Gewässern, dass die Biomasse zunimmt und die Population relativ gut verwaltet wird. Für Mexiko fehlt eine formelle Bestandsbewertung und die Fänge sind in einigen Gebieten zurückgegangen. Es wird jedoch davon ausgegangen, dass der Fangerfolg (Catch per unit effort, CPUE) stabil ist. Die Art könnte von Verschlechterung ihres Lebensraumes bedroht sein und ist anfällig für plötzliche Kälteeinbrüche und toxischen Algenblüten, andererseits ist die Laichzeit lang und die Vermehrung sehr gut. Die IUCN stuft Cynoscion nebulosus deshalb als nicht gefährdet (Least Concern, LC) ein. Um den Status der Population in mexikanischen Gewässern zu bestätigen, sind weitere Daten erforderlich.